# Пурвакарта
 Тази статия е за града в Индонезия.  За регентството вижте Пурвакарта (регентство).  
Пурвакарта (на индонезийски: Purwakarta) е град в южна Индонезия, административен център на регентството Пурвакарта в провинция Западна Ява. Населението му е около 179 000 души (2020).
Разположен е на 86 метра надморска височина на остров Ява, под язовира Джатилухур и на 78 километра югоизточно от центъра на Джакарта. Между 2001 и 2020 година в града функционира завод за сглобяване на автомобили на „Нисан“.